# زهشتدت
زهشتدت (به آلمانی: Sehestedt) یک شهر در آلمان است که در رندسبورگ-اکرنفورده واقع شده‌است. زهشتدت ۸۷۶ نفر جمعیت دارد.